# Joseph Tracy Gregory
Joseph Tracy Gregory (* 28. Juli 1914 in Eureka (Kalifornien); † 18. November 2007) war ein US-amerikanischer Paläontologe.
Gregory ging in Berkeley zur Schule und studierte an der University of California, Berkeley, mit dem Bachelor-Abschluss 1935 und der Promotion in Paläontologie 1938 (bei Ruben Stirton). Zu seinen Lehrern gehörten Charles Camp und Ralph Chaney. Als Post-Doktorand war er 1938/39 am American Museum of Natural History (wobei er in Teilzeit Zoologie an der Columbia University unterrichtete) und danach am Laboratory of Economic Geology in Austin (als Teil des Arbeitsbeschaffungsprogramms WPA nach der großen Depression). 1941 wurde er Instructor für Geologie an der University of Michigan und Kurator an deren Paläontologischem Museum (Nachfolge von E. C. Case). 1942 bis 1946 leistete er den Wehrdienst als Meteorologe. 1946 wurde er zunächst Assistant Professor und dann Associate Professor an der Yale University und Kurator für Wirbeltierpaläontologie am Peabody Museum of Natural History. 1960 wechselte er nach Berkeley als Professor und Kurator für niedere Wirbeltiere am Paläontologischen Museum der Universität (University of California Museum of Paleontology). 1960 bis 1965 und 1970 bis 1974 leitete er die Fakultät für Paläontologie und 1970 bis 1974 war er Direktor des Museums. 1979 wurde er emeritiert, blieb aber wissenschaftlich aktiv.
Er befasste sich mit fossilen Wirbeltieren unter anderem aus dem Karbon von Mazon Creek bei Morris (Illinois), Microsauria aus dem Perm und vor allem Wirbeltiere der späten Trias im amerikanischen Südwesten (Texas, New Mexico, Arizona, Utah), die er auch für die Biochronologie nutzte. Er erstbeschrieb Trilophosaurus, was ihm seine Professur an der University of Michigan verschaffte. Er publizierte über Aetosauria (Typothorax) und veröffentlichte 1962 eine Revision der Phytosauria. Gregory veröffentlichte auch über Säuger aus dem Känozoikum, z. B. für seine Dissertation über Säuger des Pliozän in Big Springs Canyon, South Dakota.
Er gab 1969 bis 1989 jährlich die Bibliography of Fossil Vertebrates für das American Geological Institute und die Society of Vertebrate Paleontology heraus. Er befasste sich auch mit Wissenschaftsgeschichte und schrieb Biographien für den  Dictionary of Scientific Biography.
Die Society of Vertebrate Paleontology, deren Ehrenmitglied er seit 1980 war, vergibt seit 1992 den Joseph T. Gregory Award.